# Brignon
Brignon település Franciaországban, Gard megyében. Lakosainak száma 713 fő (2022. január 1.). Brignon Boucoiran-et-Nozières, Castelnau-Valence, Cruviers-Lascours, Moussac, Saint-Césaire-de-Gauzignan és Sauzet községekkel határos.

## Népesség
A település népességének változása:
| Lakosok száma | 600  | 648  | 616  | 786  | 796  | 785  | 771  | 787  | 762  | 713  |
|               | 1968 | 1982 | 1990 | 2006 | 2013 | 2015 | 2017 | 2019 | 2020 | 2022 |